# Jikkyō GI Stable
Jikkyō GI Stable (実況GIステイブル?) (también conocido como Jikkyō G1 Stable) es un videojuego de carreras de caballos (keiba) para Nintendo 64 publicado por Konami en abril de 1999 solo en Japón. Una secuela fue lanzada para PlayStation 2, Jikkyō GI Stable 2. El juego de las carreras de caballos en el grupo G1.